# وارنر (نیوهمپشایر)
وارنر (به انگلیسی: Warner) شهری در ایالت نیوهمپشایر کشور ایالات متحده آمریکا است که جمعیت آن در سرشماری سال ۲۰۱۰ میلادی، ۴۴۴ نفر بوده‌است.

## نگارخانه

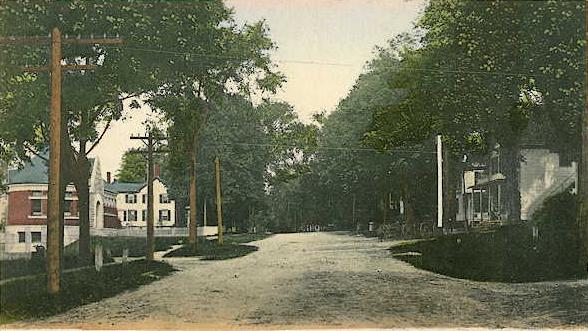
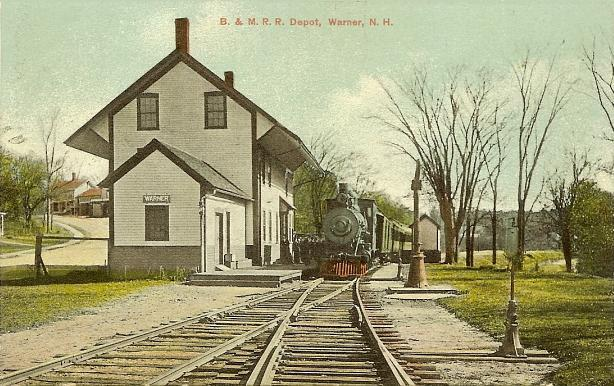
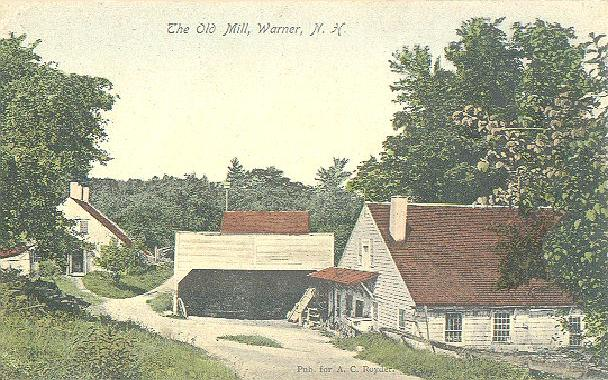